# Списак ликова серије Ред и закон: Организовани криминал
Ово је преглед главних и епизодних ликова у правној драми НБЦ-ја Ред и закон: Организовани криминал.
Ред и закон: Организовани криминал, спиноф серија криминалистичке драме Ред и закон, прати детективе који раде у Служби за борбу против организованог криминала. Овај спиноф се разликује од осталих серија по томе што се радња једног случаја простире у неколико епизода.

## Преглед
| Глумац             | Лик             | Сезоне | Сезоне | Сезоне | Сезоне |
| Глумац             | Лик             | 1      | 2      | 3      | 4      |
| ------------------ | --------------- | ------ | ------ | ------ | ------ |
| Кристофер Мелони   | Елиот Стаблер   | Главни | Главни | Главни | Главни |
| Данијел Мон Труит  | Ајана Бел       | Главни | Главни | Главни | Главни |
| Тамара Тејлор      | Анђела Витли    | Главни | Главни |        |        |
| Енсли Сигер        | Џет Слутмејкерс | Главни | Главни | Главни | Главни |
| Дилан Мекдермот    | Ричард Витли    | Главни | Главни |        |        |
| Нона Паркер-Џонсон | Кармен Рајли    |        | Главни |        |        |
| Брент Антонело     | Џејми Велан     |        |        | Главни |        |
| Рик Гонзалез       | Боби Рејес      |        |        | Главни | Главни |

## Ликови

### Главни

#### Ајана Бел
Наредница Ајана Бел је надзорница одреда оперативне скупине СБПОК-а и Стаблеров тренутна непосредна претпостављена и ортакиња.

#### Анђела Витли
Проф. Анђела Витли је бивша професорка математике на Универзитету "Колумбија", бивша супруга Ричарда Витлија и осумњичена за наручено убиство Кети Стаблер. Починила је самоубиство и вероватно убила Ричарда у исто време пошто је открила да је он одговоран за убиство њиховог сина Ричија.

#### Џет Слутјмејкерс
Џет Слутмејкерс је детектив 3. разреда и бивша независна хакерка која је заврбована да ради у удраној скупини СБПОК-а на Стаблерову препоруку. Преквалификована је као службеница њујоршке полиције да ради са радном скупином СБПОК-а.

#### Ричард Витли
Ричард Витли је син озлоглашеног мафијаша Манфредија Синатре, сада предузетника и власника интернет фармацеутског друштва који води други живот као шеф подземља и био је осумњичен за убиство Стаблерове жене. Претпостављало се да га је убила Анђела пошто је открила да је убио њиховог сина Ричија. У 4. сезони се враћа да се свети.

#### Кармен Рајли
Кармен "Нова" Рајли је  детективка 3. разреда која је била на тајном задатку за Одељење за наркотике и подређена поручника Брустера на чије наређење се убацила у клан "Убице из Марсија".

#### Џејми Велан
Детектив Џејми Велан је детектив Службе за борбу против организованог криминала. На крају 3. сезоне га је ранио Кајл Вилки због чега је остао непокретан, а касније је подлегао ранама.

#### Боби Рејес
Детектив Боби Рејес је детектив Службе за борбу против организованог криминала. Стручност су му тајни задаци.

### Епизодни
- Фреди Вошбурн (Бен Чејс), детектив 1. разреда из Одељења за наркотике пребачен у радну скупину СБПОК-а и Белин бивши старији ортак из Наркотика. Вероватно је напустио СБПОК пошто је направио критичну грешку која је омогућила Ричарду Витлију да покуша да убије Анђелу. (сезона 1)
- Дијего Моралес (Мајкл Ривера), детектив 2. разреда пореклом из Одељења за сузбијање насиља над оружјем пребачен у радну скупину СБПОК-а. На крају је откривен као кртица за Ричарда Витлија, а Белова га је убила у на крају прве сезоне током последњег покушаја атентата на Анђелу. (сезона 1)
- Пилар Витли (Шона Харли), Ричардова супруга. (сезоне 1−2)
- Ричард „Ричи“ Витли мл. (Ник Криган), старији син Ричарда и професорке Анђеле Витли који жели да га прати у породичном послу. На крају је ухапшен заједно са својим оцем, а касније је наредио очево убиство на крају прве сезоне пошто је сазнао да је одговоран за убиство његовог деде Манфредија Синатре. Ричи је сведочио у име тужилаштва на суђењу свом оцу за убиство Кети Стаблер, али се касније повукао. Ричард га је касније извукаоиз затвора да би га потом убио због издаје. (сезоне 1−2)
- Рајан Витли (Џејлин Флечер), Ричардов и Пиларин син. (сезона 1)
- Дејна Витли (Кристина Мари Карис), једина ћерка Ричарда и проф. Анђеле Витли која помаже свом оцу у његовим злочинима, међу којима је и крађа неколико вакцина против Короне. (сезоне 1−2)
- Ајзак Бекер (Ибрахим Рено), Ричардова десна рука који почиње да ради за полицију, али га је Витли открио. Касније је убијен по наређењу Ричарда старијег јер је био једини сведок умешаности Ричарда млађег у убиство Ђине Капелети. (сезона 1)
- Ђина Капелети (Шарлот Саливан), детективка 3. разреда на тајном задатку додељена оперативној скупини СБПОК-а која се убацила у клуб који води мафија да би држала на оку Ричарда. Међутим, Ђину на крају хвата Витлијеви и касније је убија Ричи. (сезона 1)
- Елиот "Ели" Стаблер мл. (Ники Торча), Стаблеров најмлађи син. (сезоне 1−2)
- Морин "Мо" Стаблер (Отум Мирасу), Стаблерово најстарије дете. (сезоне 1−2)
- Елизабет „Лизи“ Стаблер (Кејтлин Дејвидсон), Стаблерова најмлађа ћерка и Дикијева сестра близнакиња. (сезоне 1−2)
- Дениз Булок (Керен Дјукс), супруга Ајане Бел која је поднела тужбу против полиције пошто је њеног сестрића свирепо претукао један полицајац. Радила је као јавна бранитељка у старом предузећу конгресмена Килбрајда све док Ајана и СБПОК њега нису ухапсили.
- ПОТ Марија Делгадо (Дајани Родригез), тужитељка која је раније радила са радном скупином. (сезона 1)
- ПОТ Ени Фрејзер (Венди Мониз), тужитељка у случају Витли. (сезоне 1−2)
- Марв Мениг (Данијел Орескес), поручник и надређени оперативне скупине СБПОК-а. Одступио је из СБПОК-а током друге сезоне и наследио га је Бил Брустер на месту надређеног. (сезоне 1−2)
- Џои Рејвен (Николас Баруди), власник клуба Седам витезова. (сезона 1)
- Елсворт Ли (Стив Харис), заступник Анђеле Витли. (сезона 1)
- Хјуго Банколе (Антонио Кроли-Каменвати), потпредседник у клану "Убице из Марсија". (сезоне 1−2)
- Реџи Богдани (Деш Михок), сестрић Албија Брискуа који служи као Стаблеров шеф док се тајно инфилтрирао у организацију Коста. (сезона 2)
- Алби Бриску (Вини Џоунс), источноевропски гангстер који је последњи преостали члан његове организације из старе земље. Он служи као подшеф Џона Косте. (сезона 2)
- Џон Коста (Мајкл Рејмонд-Џејмс), оснивач и вођа организације Коста. (сезона 2)
- Наредник (касније поручник) Вилијам „Бил“ Брустер (Гиљермо Дијаз), наредник оперативне групе за наркотике и претходно је био шеф Ајане Бел пре него што је пребачена у Службу за борбу против организованог криминала. Унапређен је у поручника и преузео дужност надређеног након одласка поручника Менига. (сезона 2)
- Престон Веб (Микелти Вилијамсон), грађевински магнат који је заправо опасан краљ криминала задужен за организацију Убице из Марсија. Повезан је са конгресменом Килбрајдом. Убијен је на крају друге сезоне. (сезона 2)
- Френк Донели (Денис Лири), дугогодишњи члан њујоршке полиције који има историју са Стаблером. Открива се да је Донели вођа Братства, злочиначког синдиката прљавих полицајаца у њујоршкој полицији. Пошто је Братство откривено и ухапшено на крају друге сезоне, Донели је извршио самоубиство да би избегао срамоту и затвор. (сезона 2)
- Касандра Веб (Џенифер Билс), супруга Престона Веба. (сезона 2)
- Конгресмен Леон Килбрајд (Рон Сефас Џоунс), политичар који негује везе и изгледа има везу са Витлијем. Он је такође ментор Престона Веба и повезан је са Убицама из Марсија. (сезона 2)
- Рита Ласку (Изабела Видовић), конобарица коју је трговала Организација Коста. (сезона 2)
- Агњежјка „Агнес“ Богдани (Керолајн Лагерфелт), мајка Реџија Богданија и сестра Албија Брискуа. (сезона 2)
- Себастијан „Константин“ Меклејн (Робин Лорд Тејлор), озлоглашени хакер и високобезбедни осуђеник који је побегао из затвора. (сезона 2)
- Едмунд Рос (Грег Хенри), бизнисмен који је био умешан у ланац трговине сексом са организацијом Коста. (сезона 2)
- Адам "Малаки" Минток (Весам Киш), хакер који је направио апликацију за организацију Коста, сада је приморан да помаже Радној групи за организовани криминал како би избегао кривично гоњење. Тренутно је у вези са Џет Слутмејкерс. (сезона 2)
- Мајлс Дарман (Џејмс Кромвел), Стаблеров сусед кога је Витли унајмио да очара његову мејку Бернадет. (сезона 2)
- Службеница Таниша Карлинг (Лирис Крос), чланица Братства. (сезона 2)
- Служеник Дејвид Јошида (Еди Ју), члан Братства. (сезона 2)
- Рон Болтон (Џастин Грејс), члан Братства. (сезона 2)
- Службеник Џеси Сантос (Себастијан Аројо), члан Братства. (сезона 2)
- Службеник Скот Парнел (Патрик Марни), члан Братства. (сезона 2)
- Службеник Стенвуд (Тим Ренсом), члан Братства. (сезона 2)

### Ликови из франшизе
| Име                                 | Глумац           | Сезона | Бр. епизода | Изворна серија                           |
| ----------------------------------- | ---------------- | ------ | ----------- | ---------------------------------------- |
| Капетанка Оливија Бенсон            | Мариска Харгитеј | 1–     | 10          | Ред и закон: Одељење за специјалне жртве |
| ПОТ Доминик Кариси мл.              | Питер Сканавино  | 1 и 3  | 2           | Ред и закон: Одељење за специјалне жртве |
| Заменик начелника Кристијан Гарланд | Демор Барнс      | 1      | 1           | Ред и закон: Одељење за специјалне жртве |
| Кети Стаблер                        | Изабел Гилис     | 1      | 1           | Ред и закон: Одељење за специјалне жртве |
| Кетлин Стаблер                      | Алисон Сико      | 1–2    | 11          | Ред и закон: Одељење за специјалне жртве |
| Ричард Стаблер                      | Џефри Скапетора  | 1–2    | 5           | Ред и закон: Одељење за специјалне жртве |
| Наредник Фин Тутуола                | Ајс Ти           | 2      | 1           | Ред и закон: Одељење за специјалне жртве |
| ПОТ Рафаел Барба                    | Раул Еспарза     | 2      | 1           | Ред и закон: Одељење за специјалне жртве |
| Капетан Доналд Крејген              | Ден Флорек       | 2      | 2           | Ред и закон: Одељење за специјалне жртве |
| Детектив Џо Веласко                 | Октавио Писано   | 2−     | 2           | Ред и закон: Одељење за специјалне жртве |
| Бернадет Стаблер                    | Елен Бурстин     | 2      | 11          | Ред и закон: Одељење за специјалне жртве |
| Детективка Аманда Ролинс            | Кели Гидиш       | 3      | 2           | Ред и закон: Одељење за специјалне жртве |
| Детективка Грејс Манси              | Моли Барнет      | 3      | 2           | Ред и закон: Одељење за специјалне жртве |
| др. Мелинда Ворнер                  | Тамара Тјуни     | 4      | 1           | Ред и закон: Одељење за специјалне жртве |